# Lux Aeterna (Ligeti)

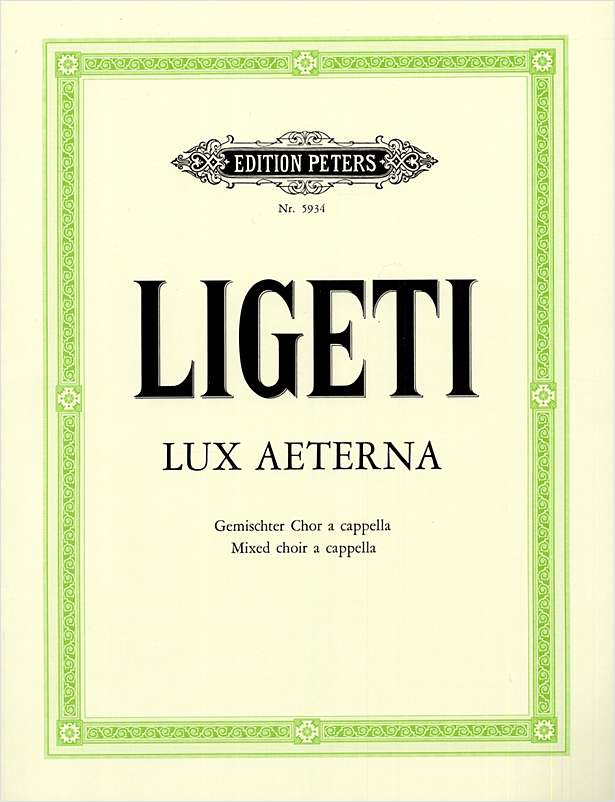
Publicación de Edition Peters de 2002.

Lux Aeterna es una versión de Lux aeterna de György Ligeti de 1966 para coro mixto a capela de dieciséis voces.

## Antecedentes
Ligeti, que provenía de una familia judía, escribió Lux Aeterna en 1966. La pieza fue un encargo de la Schola Cantorum Stuttgart, a quien está dedicada junto con su fundador Clytus Gottwald, que la estrenó y grabó en 1966. Fue publicada por Edition Peters.
La obra, en la que se musicaliza la última parte de la misa de réquiem en latín, está relacionada con el Réquiem de Ligeti de 1965, que sólo contiene las primeras partes de la Misa de réquiem.
En una entrevista con el escritor y publicista Bálint András Varga, Ligeti dijo que el texto utilizado sólo le dio la oportunidad de escribir una musica aeterna, una música eterna del pasado al futuro, de la que sólo se puede escuchar un pequeño extracto, comparable a la aproximación. pasando y alejándose de un eterno acontecimiento sonoro. Esta interpretación musical es similar al principio y al final de su concierto para violonchelo.

## Estructura
El coro mixto está dividido en 16 voces independientes que están agrupadas en cuatro grupos de cuatro como en el repertorio tradicional, pero que son independientes y autónomas. Por eso Ligeti habla aquí de microtonalidad, porque con un número tan elevado de voces individuales los tonos están mucho más estrechamente entrelazados: primero en grupos, es decir, conjuntos de tonos, y luego en auténticas capas de timbres y patrones. El tempo se da en 56 pulsaciones por minuto. Para la interpretación, la partitura contiene las instrucciones "Sostenuto, molto calmo [muy tranquilo], ' Como desde lejos'" (Sostenuto, molto calmo, "Wie aus der Ferne") y "Canta siempre completamente sin acento: las líneas de compás no significan énfasis". Se dice que la mayoría de las inserciones son “inaudibles” o “muy suaves”. Se omiten las consonantes antes de una pausa (por ejemplo, “lucea” en lugar de “luceat”). Una ejecución dura aproximadamente nueve minutos.
La estructura de la obra se basa en una partitura tonal, es más precisamente una microtonalidad porque los tonos se fusionan en grupos debido a la gran cantidad de voces individuales y el oyente solo percibe timbres.  Sin embargo, tras una inspección más cercana, la pieza se basa en una micropolifonía detallada:  Para cada una de las 16 voces hay una secuencia de notas definida exactamente con entradas anotadas con precisión. Las voces comienzan según un patrón complejo y, para que el oyente no pueda percibir ningún ritmo, algunas voces siempre cantan divisiones "habituales" de 1:4, otras cantan divisiones de tercetos y otras cantan ritmos de quintillos. Ligeti utiliza la técnica del microcanon, en el que los cambios de tono individuales, comenzando por una voz, se extienden a las demás voces una tras otra, con intervalos de tiempo extremadamente cortos entre las respectivas entradas de voz. El resultado es un sonido estático y al mismo tiempo fluctuante, intangible, con matices que se mezclan constantemente. Armónicamente, la pieza también contiene repetidamente acordes tonales.
El texto sigue el original en latín, pero el oyente no reconoce ninguna palabra debido al canto sin acento.
La pieza se puede dividir en tres partes: En la primera, Lux aeterna luceat eis [c.1–36], inicialmente sólo las ocho voces femeninas cantan un grupo, como en Kyrie del Réquiem previamente compuesto por Ligeti, comenzando desde la f′ en un grupo similar a un canon en “lux eterna”. Las sopranos y las contraltos cantan partes muy similares en el estilo característico de micropolifonía de Ligeti. Cada parte tiene la misma secuencia de notas, separadas por pequeños intervalos de tiempo. Después de aproximadamente la mitad de esta parte, el texto cambia a “luceat eis” y las voces femeninas son apoyadas por los tenores, cantando en el mismo rango que las mujeres.. Finalmente los sonidos se resuelven en los dos tonos a′/a″. 
Al comienzo de la segunda parte, Domine cum sanctis tuis in aeternum... [c.37–86] según las instrucciones detalladas de la partitura, "varios bajistas cuyo falsete es particularmente bueno" comienzan en falsete con la palabra "Domine" con un clúster y las voces femeninas se apagan. Las voces masculinas cantan según el patrón rítmico canónico descrito anteriormente “cum sanctis tuis in aeternum quia pius es”. A continuación, entran las mujeres con el texto "Quia pius es". Las sopranos cantan "Requiem aeternam dona eis" en un registro agudo y se van apagando gradualmente.
En la tercera parte, Domine et lux perpetua luceat eis [c.87–126], el coro de mujeres comienza de nuevo con la letra “Requiem aeternam” y el sonido se expande en un grupo de amplio espectro. Las voces masculinas se quedan con el texto “quia pius es”. Uno tras otro, los ritmos complejos pasan a notas sostenidas. La pieza finaliza con la palabra “lucea(t)”, que desaparece en la nada con un “morendo”, por lo que no se debe pronunciar la última “t”. La última nota va seguida de siete compases de silencio (“Chor tacet ”).
Ligeti, hablando sobre sus composiciones de los años 60 dijo: "Ésta es una música que da la impresión de fluir continuamente, como si no tuviera principio ni fin. Lo que escuchamos es en realidad un fragmento de algo que siempre ha comenzado y seguirá sonando. Lo que es típico de todas estas piezas es que apenas hay pausas, por lo que la música realmente fluye. La característica formal de esta música es la estática. La música parece detenerse, pero eso es sólo una ilusión. Dentro de esta situación, de esta estática, hay cambios graduales. Yo pensaría aquí en una superficie de agua sobre la que se refleja una imagen Ahora la superficie del agua se va volviendo turbia poco a poco y la imagen desaparece, pero muy, muy gradualmente. Luego el agua se suaviza nuevamente y vemos una imagen diferene […]

## Recepción
La pieza es la obra coral más conocida de Ligeti. En términos de historia de la música, es importante para el desarrollo de la música coral porque, en lugar de una polifonía audible y un ritmo reconocible, sólo se compone de "campos sonoros flotantes".
Ulrich Dibelius escribió sobre la obra: “El misticismo inherente a la liturgia católica se transformó aquí en una actitud clara de conciencia existencial, elevada al caparazón de la existencia y, de hecho, trascendida en una dirección contraria a lo mundano. Ambas obras, como toda religión, preguntan por los misterios y la inescrutabilidad de la vida, pero no pretenden aceptar lo irracional como un orden incomprensible ordenado por Dios, ni siquiera adorarlo como destino, sino más bien penetrarlo con una apertura abierta. ojo, con anticipación y una sensibilidad libre y receptiva.
Valerio Benz señala que: "El resultado es un espacio sonoro de una extensión aparentemente infinita que suena aterrador y liberador al mismo tiempo. Una dimensión religiosa que hace plena justicia al fragmento de la misa litúrgica por los difuntos: Lux aeterna - luz eterna."
Timothy Judd, miembro de la Sinfónica de Richmond opina que: "Lux Aeterna [...] es a la vez inquietante, misteriosa, inquietante y serenamente hermosa. Desplegándose gradualmente en capas de sonido brillantes, nos obliga a confrontar nuestras percepciones del tiempo y el espacio. Sus dimensiones son cósmicas."
Particularmente digno de mención es el uso de la pieza en la primera grabación con la Schola Cantorum Stuttgart bajo la dirección de Clytus Gottwald  en la película 2001: A Space Odyssey de Stanley Kubrick durante el viaje del astronauta Floyd a través de la luna. En la película de 1968, las otras composiciones de Ligeti incluyen Atmosphères (durante los créditos iniciales sin acción) y el Kyrie del Réquiem (cuando aparece el monolito), así como Aventures (en la habitación al final de la película). El uso de las obras de Ligeti fue una infracción de derechos de autor porque Kubrick, como productor, inicialmente no obtuvo una licencia de Ligeti para los derechos de sincronización.